# Гінріх Мангельс
Гінріх Мангельс (нім. Hinrich Mangels; 24 серпня 1919, Бремен — 12 листопада 1944, Ла-Манш) — німецький офіцер-підводник, оберлейтенант-цур-зее крігсмаріне.

## Біографія
1 жовтня 1938 року вступив на флот. З серпня 1940 року — командир корабля 44-ї флотилії мінних тральщиків. З листопада 1940 по березень 1941 року пройшов курс підводника. З березня 1941 по липень 1942 року —  помічник інструктора торпедного училища в Фленсбурзі-Мюрвіку. З 20 серпня 1942 року — 1-й вахтовий офіцер на підводному човні U-636. У вересні-листолпаді 1943 року пройшов курс командира човна. З 5 січня 1944 року — командир U-1200. 19 жовтня 1944 року вийшов у свій перший і останній похід. 12 листопада U-1200 затонув в Ла-Манші південно-східніше англійського Старт-Пойнта (50°02′ пн. ш. 2°01′ зх. д.) з невідомих обставин. Всі 53 члени екіпажу загинули.

## Звання
- Кандидат в офіцери (1 жовтня 1938)
- Морський кадет (1 липня 1939)
- Фенріх-цур-зее (1 грудня 1939)
- Оберфенріх-цур-зее (1 серпня 1940)
- Лейтенант-цур-зее (1 квітня 1941)
- Оберлейтенант-цур-зее (1 січня 1943)